# Aşağı Əskipara
Ashagi Askipara/Achagi Eskipara (en azéri : Aşağı Əskipara, littéralement « Bas-Askipara ») est un village d'Azerbaïdjan, situé dans le raion de Qazakh. Contrôlé par l'Arménie entre 1992 et 2024, il est aujourd'hui en ruines et abandonné.

## Géographie
Ashagi Askipara est situé au nord-ouest du pays, au bord de la rivière Coğaz et au pied du mont Kazanchi, près de la frontière avec l'Arménie.

## Histoire
Le 14 juin 1992, lors de la guerre du Haut-Karabakh, le village passe sous le contrôle de l'Arménie, forçant la population azérie à la fuite. Appelé Nerkin Voskepar (Ներքին Ոսկեպար) par les Arméniens, le village demeure à l'état d'abandon alors que l'Azerbaïdjan ne cesse d'en demander la restitution durant plus de trente ans. À la suite d'un accord de délimitation conclu entre les deux pays le 19 avril 2024, Ashagi Askipara est restitué à l'Azerbaïdjan le 24 mai suivant, tout comme trois autres villages frontaliers,.